# فریدریش روگه
فریدریش اسکار روگه (زاده ۲۴ دسامبر ۱۸۹۴ – درگذشته ۳ ژوئیه ۱۹۸۵) افسر نیروی دریایی آلمان بود. او به دلیل خدمات خود در ورماخت صلیب شوالیه صلیب آهنین آلمان نازی را دریافت نمود. روگه اولین فرمانده نیروی دریایی آلمان پس از جنگ جهانی دوم بود

## اوایل زندگی و حرفه نظامی
فریدریش روگه در لایپزیش متولد شد. او در ۱۴ مارس ۱۹۱۴ وارد دانشکده افسری شد و سپس به نیروی دریایی امپراتوری آلمان پیوست. او طی سال‌های ۱۹۱۴، ۱۹۱۵ و ۱۹۱۶ در چند عملیات در دریای بالتیک شرکت داشت. در سال‌های ۱۹۱۷ و ۱۹۱۸ نیز با خدمت در ناوشکن‌های نیروی دریایی آلمان در چند حمله در دریای شمال و کانال مانش حضور داشت.
پس از آتش‌بس، روگه افسر ناوشکن SMS B112 شده و در ژوئن ۱۹۱۹ وارد اسکاپا فلو شد و در عقب‌نشینی ناوگان آلمان از آن‌جا نقش ایفا کرد.
پس از بازگشت به آلمان برای ادامه کار در نیروی دریایی آلمان، به خدمت جمهوری جدید وایمار درآمد و برای دو دهه پس از آن، بر روی مین و جنگ‌افزارهای مرتبط با آن متمرکز شد. روگه از سال ۱۹۲۱ تا ۱۹۲۳ فرماندهی یک مین روب را برعهده داشت. او در طول دهه ۱۹۳۰ طی یک مسابقه قایق‌رانی در بریتانیا، با یک ملوان سابق نیروی دریایی بریتانیا به نام ستوان اوبری گری برخورد کرد. ستوان گری در سال ۱۹۱۷ در کشتی HMS Partridge خدمت می‌کرد که توسط کشتی SMS V100، که روگه در آن خدمت می‌کرد؛ غرق شده بود. درواقع V100 کشتی ای بود که گری را پس از غرق شدن از آب نجات داد. این دو نفر پس از ملاقات با یکدیگر دوست شدند، دوستی آنها با آغاز جنگ جهانی دوم قطع شد. روگه پس از تحصیل در دانشگاه فنی برلین، افسر ارشد یک ناوگروه مین روب شد و در سال ۱۹۳۷ به مقام برتر در آن بخش دست یافت.

## جنگ جهانی دوم
در جنگ جهانی دوم، او بخشی از کمپین لهستان در سال ۱۹۳۹ بود و همچنین در سال ۱۹۴۰ در چند عملیات نیروی دریایی آلمان نازی در دریای شمال-کانال مانش حاضر بود. از سال ۱۹۴۰ تا ۱۹۴۳، او در فرانسه مستقر شد و در سال ۱۹۴۳ به درجه دریاسالاری دست یافت. او در سال ۱۹۴۳ به ایتالیا فرستاده شد و تا اواسط تابستان به عنوان افسر ارشد نیروی دریایی آلمان خدمت کرد. او در نوامبر ۱۹۴۳ به عنوان مشاور نیروی دریایی فیلد مارشال اروین رومل منصوب شد تا بر دفاع از شمال فرانسه در برابر تهاجم پیش‌بینی شده متفقین نظارت کند. او به مین‌های زمینی و گلوله‌های توپخانه‌ای زیر آب اعتقادی نداشت، اما مین‌های دریایی که او می‌خواست در دسترس نبود. او در اوت ۱۹۴۴، مدیر کشتی‌سازی کریگزمارین شد و تا پایان جنگ جهانی دوم در آن شرکت مشغول به کار بود.

## پس از جنگ
در پایان جنگ جهانی دوم، روگه به اسارت گرفته شد. در سال ۱۹۴۶، او زندگی جدیدی را به عنوان مترجم، نویسنده و مربی در کوکسهافن آغاز کرد. او یکی از چهار افسر پرچم بود که تیم تاریخی نیروی دریایی در بریمرهافن را تشکیل می‌داد. این تیم توسط نیروی دریایی ایالات متحده حمایت می‌شد و برای ارزیابی مجدد نبردهای نیروی دریایی آلمان نازی با نیروهای متفقین طی جنگ جهانی دوم از دیدگاه افسران آلمانی تشکیل شده بود. او به عنوان یک نماینده مستقل سیاسی به شورای شهر کوکسهافن راه یافت و بدین طریق وارد دنیای سیاست شد.
در سال ۱۹۵۰، روگه بخشی از یک گروه منتخب از افسران عالی‌رتبه سابق ورماخت بود که توسط صدراعظم کنراد آدناور برای شرکت در کنفرانسی برای بحث در مورد تسلیح مجدد آلمان غربی دعوت شده بودند. نتیجه این کنفرانس تفاهم‌نامه هیمه‌رود بود که به ایجاد اسطوره " ورماخت پاک " کمک کرد. 
در اوایل دهه ۱۹۵۰، او توصیه کرد که چگونه نیروی دریایی می‌تواند در بوندسمارین (نیروی دریایی آلمان) جدید بازسازی شود. روگه که پس از عضویت آلمان در ناتو از بازنشستگی فراخوانده شد و به عنوان فرمانده نیروی دریایی جدید آلمان منصوب شد. او تا سال ۱۹۶۱ در این سمت مشغول به کار بود.
پس از آن، او به عضویت هیئت علمی دانشگاه توبینگن درآمد و در ۲۱ ژوئیه ۱۹۶۷ به عنوان دانشیاری دست یافت. از سوی بسیاری از دانشگاه‌ها، از جمله کالج جنگ نیروی دریایی ایالات متحده در نیوپورت، جهت انجام سخنرانی دعوت شد.
دریاسالار روگه در سال ۱۹۸۵ درگذشت.

## آثار ادبی
روگه نویسنده چندین کتاب از جمله شوروی‌ها به عنوان دشمن دریایی، ۱۹۴۱–۱۹۴۵، نوشته شده برای مؤسسه دریایی آناپولیس در سال ۱۹۷۹، و رومل در نرماندی، نوشته شده در سال ۱۹۵۹ بود.
دریاسالار فریدریش روگه در فیلم طولانی‌ترین روز (۱۹۶۲) نقش خودش را بازی کرد و همچنین مشاور فیلم بود.

## افتخارات و نشان‌ها
- صلیب آهنین (۱۹۱۴)
  - درجه دوم (۲۶ اوت ۱۹۱۷)[۳]
  - درجه اول (۲ مارس ۱۹۱۸)[۳]
- صلیب افتخاری جنگ جهانی ۱۹۱۴/۱۹۱۸
- جایزه خدمات طولانی ورماخت درجه ۲ تا ۴ (۲ اکتبر ۱۹۳۶)
- مدال بازی‌های المپیک آلمان درجه ۲ (۲۱ دسامبر ۱۹۳۶)[۳]
- مدال سودتنلند
- گیره نوار به صلیب آهنین
  - درجه دوم (۱۷ سپتامبر ۱۹۳۹)[۳]
  - درجه اول (۲ اکتبر ۱۹۳۹)[۳]
- صلیب شوالیه صلیب آهنین در ۲۱ اکتبر ۱۹۴۰[۴][۵]
- نشان جنگی مین‌یاب (۱۵ فوریه ۱۹۴۰)[۳]
- نشان شایستگی جمهوری ایتالیا
- لژیون افتخار، صلیب فرماندهان (۱۹۶۱)[۳]
- صلیب بزرگ نشان شایستگی جمهوری فدرال آلمان (۲۸ سپتامبر ۱۹۶۱)[۳]